# راكان المنهالي
راكان وليد صالح المنهالي (مواليد 27 مارس 2001، لاعب كرة قدم إماراتي يجيد اللعب في حراسة المرمى مع نادي شباب الأهلي الإماراتي.

## مسيرة اللاعب
بدأ مع نادي الجزيرة وانتقل إلى نادي شباب الأهلي في عام 2024.